# 里氏壮绵鳚
里氏壮绵鳚，為輻鰭魚綱鱸形目绵鳚亞目绵鳚科的其中一種，分布於西南太平洋區的加拉巴哥群島海域，屬底棲性魚類，棲息深度可達2500公尺，體長可達40.3公分。

## 扩展阅读
維基物種上的相關：里氏壮绵鳚